# نصرالله دیبا ناصرالسلطنه تبریزی
نصرالله دیبا ناصرالسلطنه تبریزی ملقب به دبیرالسلطنه و ناصرالسلطنه بود. فرزند نظام‌العلمای تبریزی 
وی مدت‌ها عهده‌دار امور خالصه تهران و آذربایجان بود و در اواخر عمر از وزیر خالصه دربار مظفرالدین‌شاه گردید. ناصرالسلطنه ار علوم ادبی بهره داشت و زبان فرانسه را نیک می‌دانست و نستعلیق و شکسته را خوش می‌نوشت.
پس از تکمیل تحصیلات خود در تبریز به سمت ولیعهد مظفرالدین میرزا برگزیده شد. سپس ریاست خالصه‌جات آذربایجان را به عهده گرفت و چندی بعد رئیس کل خالصه ایران شد مدتی بعد به وزارت خزانه منصوب گردید. هنگامی که مظفرالدین شاه عازم فرنگستان بود در رکاب همایونی به اروپا رفت.
دو همسر انتخاب نمود، اولی سلطان سعادت الدوله، دختر میرزا شفیع‌خان ساعدالملک شاه میر تبریزی، دومی ماه تابان خانم قمرالسلطنه، دختر معین‌السلطنه. دارای به شرح زیر:، امیرناصر، معزالدین، ملکه‌خانم، آرزین دخت خانم، شیرین دخت خانم بوده‌است.

## نسب
وی از نوادگان عبدالوهاب تبریزی که نسب وی هم به حسن مثنی ابن حسن مجتبی می‌رسد.